# Sheryfa Luna
Sheryfa Luna, pseudonimo di Cheryfa Babouche (Évreux, 25 gennaio 1989), è una cantante francese di genere Rnb e Pop.
È divenuta famosa in Francia e, dopo aver vinto la quarta edizione francese del talent show Popstars, la sua popolarità aumenta in tutto il mondo francofono. Infatti, dopo aver conseguito la vittoria, si è proposta di registrare il suo primo album grazie al premio rappresentato da un contratto di produzione discografica.

## Biografia
Sheryfa Luna, di padre algerino e madre francese, è cresciuta nel quartiere di Nétreville della cittadina di Évreux (Alta Normandia). Ha otto fratelli e sorelle.
È curioso il fatto che, proprio il giorno in cui è stata trasmessa la finale del programma che l'ha resa celebre, il 26 ottobre 2007, Sheryfa ha sostenuto una visita medica che l'ha portata a conoscenza di essere incinta di sei mesi di un bimbo <<Vénus Junior>> venuto alla luce il 14 febbraio 2008. Pochi giorni prima si era trasferita, con il compagno Vénus, consulente sportivo, a Parigi.

## Carriera musicale
Un primo singolo Quelque part viene lanciato nel novembre del 2007, disponibile una settimana prima, sulle piattaforme internet per il download legale, poco prima dell'ultima puntata del programma Popstars. Quelque part raggiunge il primo posto, nelle vendite, tra i singoli di Francia.
Dopo il successo del singolo, avviene il lancio del primo album, intitolato a sé stessa, che si posiziona al terzo posto dei top nelle vendite di Francia. Il secondo estratto dell'album è il brano Il avait les mots. Il video di questo singolo viene girato a Montréal in Canada. Dopo solo una settimana dal lancio del singolo, vengono vendute 15 800 copie balzando al primo posto delle vendite di singoli nel paese d'oltralpe. Seguirà l'uscita del titolo D'ici et d'ailleurs che, successivamente, verrà rielaborato in una seconda versione. L'album diviene così disco di platino mentre i due primi singoli Quelque part e Il avait les mots vengono certificati dischi d'argento.
Nel marzo del 2008 è stata annunciata l'uscita di un singolo inedito, non facente parte dell'album, in collaborazione con il finalista della settima edizione di un altro talent show: ""Star Academy"", Mathieu Edward, che s'intitola Comme avant che sarà il primo singolo estratto dal futuro album di Edward.
Il suo secondo album, Vénus uscito il 2 dicembre 2008 fa esordio con il primo singolo Si tu n'étais plus là, seguito dal secondo Ce qu'ils aiment. Il terzo singolo Je reviendrai fa la sua comparsa nelle radio francofone nell'agosto del 2009. Anche il secondo album diverrà disco di platino.
Il terzo album, Si tu me vois, è uscito nel 2010.

## Discografia

### Albums
- 2007: Sheryfa Luna
- 2008: Vénus
- 2010: Si tu me vois
- 2012: Petite fée de soie
- 2014: Il était une fois

### Singoli
- 2007: Quelque part
- 2008: Il avait les mots
- 2008: D'ici et d'ailleurs
- 2008: Comme avant con Mathieu Edward
- 2008: Si tu n'étais plus là
- 2009: Ce qu'ils aiment
- 2009: Say (À L'infini) (OneRepublic featuring Sheryfa Luna)
- 2009: Je Reviendrai
- 2014: Comme d'habitude